# Björn Bardel
Björn Bardel, född 6 mars 1918, död 10 maj 2007, var en svensk filmare och författare. Han fotograferade, filmade och regisserade, men arbetade även med animation, ofta i den egna firman Kinoproduktion. Bland Bardels filmer märks Chung Kuei and the Demons samt flera titlar om Pelle Svanslös och Lilla spöket Laban.